# ترکی (لهستان)

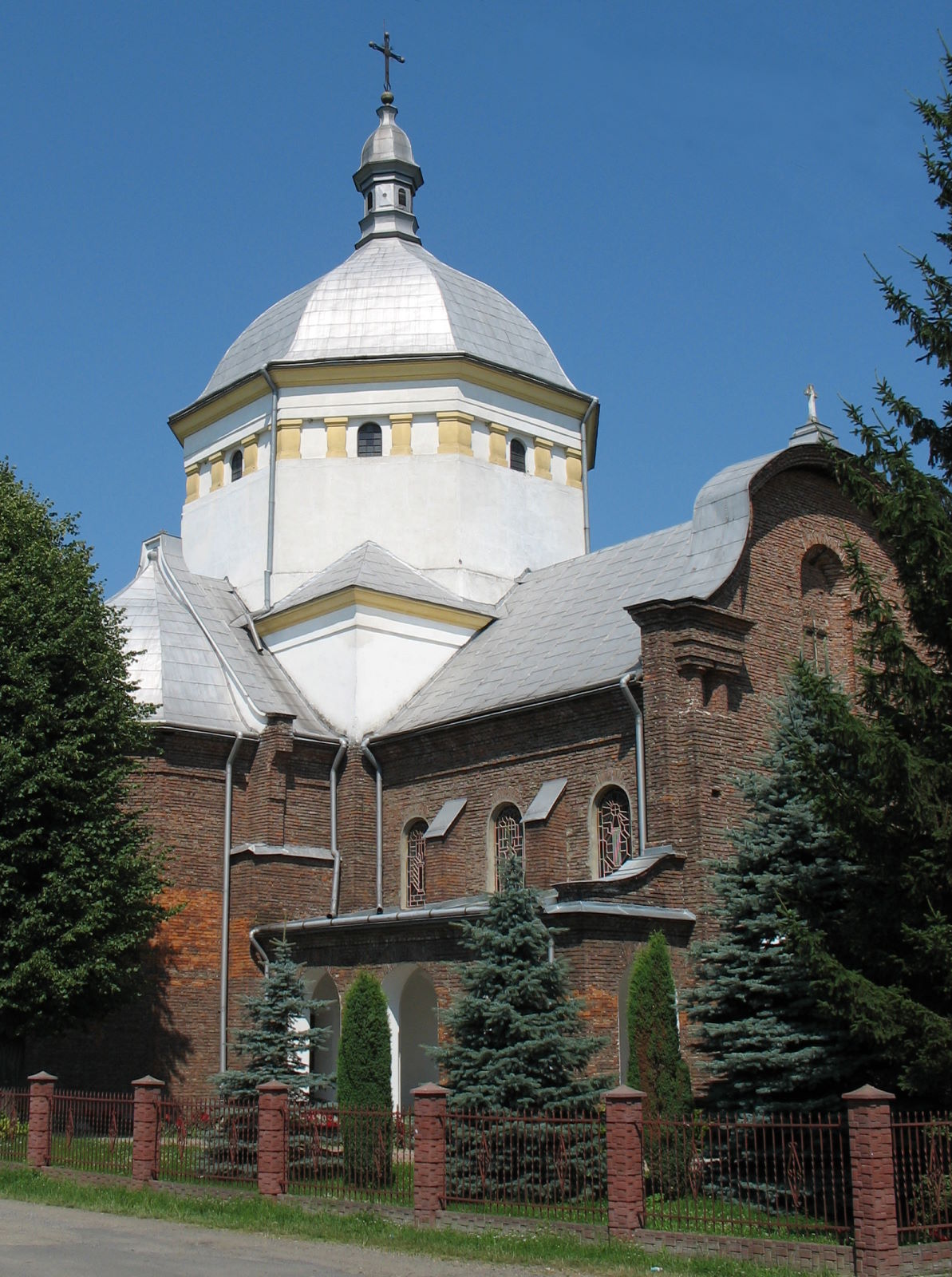
منطقه مسکونی در لهستان

ترکی (به لهستانی: Torki) یک روستا در لهستان است که در گمینا مدکا واقع شده‌است. ترکی ۸۵۱ نفر جمعیت دارد.